# Piotr Świerczewski
Piotr Jarosław Świerczewski (* 8. duben 1972) je bývalý polský fotbalista.

## Reprezentace
Piotr Świerczewski odehrál za Polsko 70 reprezentačních utkání. S polskou reprezentací se také zúčastnil Mistrovství světa 2002.

## Statistiky
| Polsko | Polsko | Polsko |
| Roky   | Záp.   | Góly   |
| ------ | ------ | ------ |
| 1992   | 2      | 0      |
| 1993   | 10     | 1      |
| 1994   | 3      | 0      |
| 1995   | 8      | 0      |
| 1996   | 0      | 0      |
| 1997   | 7      | 0      |
| 1998   | 8      | 0      |
| 1999   | 6      | 0      |
| 2000   | 9      | 0      |
| 2001   | 9      | 0      |
| 2002   | 6      | 0      |
| 2003   | 2      | 0      |
| Celkem | 70     | 1      |